# Yakima (Indianie)
Yakima (także Yakama, pol. Jakimowie) – plemię Indian północnoamerykańskich, obecnie zamieszkujące m.in. rezerwat o powierzchni ok. 5260 km² w stanie Waszyngton.
W przeszłości byli plemieniem zbieraczy, żywiącym się m.in. orzechami, owocami leśnymi i łososiami z rzeki Yakima. Obecnie plemię liczy ok. 9000 członków. Przeważnie są rolnikami.
Pierwszymi białymi, z którymi się zetknęli, byli członkowie ekspedycji Lewisa i Clarka w 1805 roku.
Od 1994 roku oficjalna nazwa plemienia uwzględnia jego nazwę własną i brzmi „Confederated Tribes and Bands of the Yakama Nation”.
Ich nazwa przetrwała także w nazwie rzeki, hrabstwa i miasta w stanie Waszyngton.